# Kaldarij
Kaldarij  (latinsko caldarium, calidarium, cella caldaria ali cella coctilium) je bil prostor  z vgreznjenim bazenom v sklopu rimskega kopališča.
Prostor je bil zelo vroč in poln pare, ogrevan s hipokavstom, sistemom talnega gretja, ki so ga vzdrževali sužnji. Kaldarij je bil najbolj vroč prostor rimskega kopališča. Obiskovalci so morali iz kaldarija oditi v toplo sobo in iz nje v hladno sobo, da so se pred odhodom iz kopališča primerno ohladili. 
Kaldarij je imel ob vgreznjenem bazenu z vročo vodo (alveus, piscina calida ali solium) včasih tudi včasih laconicum – vroč suh prostor za potenje. 
Obiskovalci so lahko svoje telo očistili z vtiranjem oljčnega olja. Odvečno olje so odstranili s strigilom. 
Natančna temperatura v kaldariju ni znana. Glede na to, da so obiskovalci nosili sandale z lesenim podplatom, ni presegala 50–55 °C. 

## Vir
- Francesco Di Capua.  Appunti su l'origine e sviluppo delle terme romane. Napoli, Arti Grafiche, 1940.